# Municipio de Nocupétaro
El municipio de Nocupétaro es uno de los 113 municipios del estado mexicano de Michoacán, situado en la región de Tierra Caliente. 

## Toponimia
El nombre Nocupétaro se origina en voces de la lengua purépecha y se interpreta como ‘lugar en el valle’.

## Ubicación, superficie y límites
Se encuentra en la zona central del estado de Michoacán y ocupa una superficie de algo más de 547 km². Limita al noroeste con el municipio de Tacámbaro; al norte con el municipio de Madero; al sureste con el municipio de Carácuaro y al suroeste con el municipio de Turicato.
Nocupétaro de Morelos, cabecera del municipio, se encuentra en la ubicación 19°2′52″N 101°9′18″O / 19.04778, -101.15500, a una altitud de 650 m. s. n. m.
Forma parte de la región socioeconómica VIII. Tierra Caliente del estado de Michoacán, junto con los municipios de Carácuaro, Huetamo, Madero, San Lucas, Tacámbaro y Turicato.

## Demografía
La población total del municipio de Nocupétaro es de 8196 habitantes, lo que representa un crecimiento promedio de 0.51 % anual en el período 2010-2020 sobre la base de los 7799 habitantes registrados en el censo anterior. Al año 2020 la densidad del municipio era de 150,2 hab/km².
| Gráfica de evolución demográfica de Municipio de Nocupétaro entre 2000 y 2020 |
|                                                                               |
| Fuente: Instituto Nacional de Estadística Geografía e Informática             |

En el año 2010 estaba clasificado como un municipio de grado alto de vulnerabilidad social, con el 48.73 % de su población en estado de pobreza extrema.
La población del municipio está mayoritariamente alfabetizada (19.65 % de personas mayores de 15 años analfabetas al año 2010) con un grado de escolarización en torno de los 5 años. Solo el 0.17 % de la población se reconoce como indígena.

### Localidades
En el censo de 2020 el municipio de Nocupétaro contaba con 130 localidades.
| Código INEGI      | Localidad             | Población (2020) |
| ----------------- | --------------------- | ---------------- |
| 160570001         | Nocupétaro de Morelos | 3 910            |
| Otras localidades | Otras localidades     | 4 286            |
| Total municipal   | Total municipal       | 8 196            |

## Educación y salud
En 2010, el municipio contaba con escuelas preescolares, primarias, secundarias y una escuela de formación media (bachillerato). Las unidades médicas en el municipio eran 7, con un total de personal médico de 28 personas.

## Monumentos históricos
Por su valor arquitectónico o histórico se destacan:
- Parroquia donde ofició el Cura Morelos en la cabecera municipal.
- Monumento en Bronce del Generalísimo Morelos.
- Púlpito labrado en tronco de madera de parota que, según la tradición fue hecho por el propio Morelos a inicios del siglo XIX.

## Economía
En general, las principales actividades económicas de los habitantes del municipio son la agricultura y la ganadería.
Según el número de unidades activas relevadas en 2019, los sectores más dinámicos son el comercio minorista, la prestación de servicios de alojamiento temporal y preparación de alimentos y bebidas y, en igual medida, la prestación de servicios generales no gubernamentales.